# Vegan Black Metal Chef
Vegan Black Metal Chef és el nom artístic de Brian Manowitz (Tampa, 1981?), un cuiner i músic youtuber que fa vídeos de cuina vegana amb música de black metal cantant les receptes. És ètnicament jueu. La seua activitat al YouTube com a Vegan Black Metal Chef s'inicià el 2011. Grava a Orlando, en una cuina decorada com una masmorra i es grava vestit de manera molt característica (una armadura feta de vinil). És membre del grup musical Forever Dawn i col·labora amb l'altre grup Fields of Glass.
Quan anava a la universitat deixà de menjar carn. Estudià neurociència del comportament a Gainesville. Va penjar vídeos de cuina vegetariana sense èxit fins que tingué la idea de fer vídeos de black metal de cuina vegana. Anà a viure a Orlando després dels seus estudis. Se li va ocórrer la idea de Vegan Black Metal Chef quan va pensar en mostrar què mengen els vegans de manera senzilla.
Publica una sèrie de vídeos de cuina que són:
- Vegan Black Metal Chef Episode 1: Pad Thai[1]
- Vegan Black Metal Chef Episode 2 - Easy Meal Ideas of The Ages[4]
- Etcètera.

El 2013 la sèrie arribà a estar formada per més de deu episodis.